# GOLDEN☆BEST 石川セリ
『GOLDEN☆BEST 石川セリ シングルス・アンド・モア』（ゴールデン☆ベスト いしかわセリ - ）は、石川セリのベスト・アルバム。2003年11月26日発売。発売元はユニバーサルミュージック。規格品番：UICZ-6031。

## 解説
ゴールデン☆ベストシリーズに、ユニバーサルレコードが新規参入した際に発売された第1弾の中の1タイトルで、石川セリの楽曲を集めた、廉価版ベスト・アルバム。
荒井由実（愛称：ユーミン）から提供を受けた楽曲が収録されている。のちに「松任谷由実」名義になってからもオリジナル楽曲の提供を受けており（本ベスト盤には未収録）、ユーミンが「荒井」「松任谷」それぞれの苗字でオリジナル・ソングを提供した女性歌手は、石川セリと南沙織のみである。
本アルバムを皮切りに、DVD付きベスト・アルバム『CD&DVD THE BEST 石川セリ』（2005/9/18発売・UPCY-6094）、『プライムセレクション 石川セリ』（2006/1/18発売・UPCY-9041）、『エッセンシャル・ベスト 石川セリ』（2007/8/22発売・UPCY-9130）と毎年のように企画ベスト盤が発売されるなか、2008年4月23日には新曲を含むアルバム『Re:SEXY 〜Seri's Selection OLD & NEW〜』（UPCY-6482）が発表された。

## 収録曲
1. いろ、なつ、ゆめ 〜彩 夏 夢（3:24）
  - 作詞・作曲:かしぶち哲郎 編曲:大村憲司
  - '85資生堂 コマーシャルソング
2. 恋愛飼育論（3:50）
  - 作詞・作曲・編曲:かしぶち哲郎
3. キ・サ・ラ恋人（3:24）
  - 作詞・作曲・編曲:かしぶち哲郎
  - サントリー コマーシャルソング
4. BOY（3:30）
  - 作詞・作曲:かしぶち哲郎 編曲:大村憲司
5. ヘルミーネ（4:38）
  - 作詞:小宮康裕・イノウエジュンコ
  - 作曲:矢野誠・イノウエジュンコ 編曲:矢野誠
6. パール･スター（真珠星）（3:48）
  - 作詞・作曲:中村治雄 編曲:矢野誠
7. スノー・キャンドル（4:09）
  - 作詞・作曲:中村治雄 編曲:矢野誠
8. ムーンライト・サーファー（3:45）
  - 作詞・作曲:中村治雄 編曲:矢野誠
9. ミッドナイト・ラブ・コール（4:39）
  - 作詞:有川正沙子・南佳孝 作曲:南佳孝 編曲:矢野誠
10. ガラスの女（2:56）
  - 作詞:なかにし礼 作曲・編曲:坂田晃一
  - NHK総合銀河テレビ小説『ガラスの女』主題歌
11. うしろ姿（3:17）
  - 作詞:なかにし礼 作曲・編曲:坂田晃一
12. ダンスはうまく踊れない（4:00）
  - 作詞・作曲:井上陽水 編曲:矢野誠
  - のちに井上陽水がセルフカバー[2]。
  - 高樹澪[3]や中森明菜なども[4]カバーした。
13. 気まぐれ（3:59）
  - 作詞:石川セリ 作曲:井上陽水 編曲:矢野誠
14. 朝焼けが消える前に（3:47）
  - 作詞・作曲:荒井由実 編曲:松任谷正隆
15. フワフワ・WOW・WOW（2:51）
  - 作詞:みなみらんぼう 作曲・編曲:樋口康雄
16. SEXY（3:59）
  - 作詞・作曲:下田逸郎 編曲:矢野誠
17. ひとり芝居（3:58）
  - 作詞:松本隆 作曲:荒井由実 編曲:松任谷正隆
  - のちに、松田聖子の「赤いスイートピー」（1982/1/21発売）を手がけた面々による楽曲[5]。
18. 遠い海の記憶（3:18）
  - 作詞:井上真介 作曲・編曲:樋口康雄
  - NHK総合TVドラマ『つぶやき岩の秘密』主題歌
19. 海は女の涙（308）
  - 作詞:村上透 作曲・編曲:樋口康雄
  - 映画『哀愁のサーキット』主題歌
20. 八月の濡れた砂（3:07）
  - 作詞:吉岡オサム 作曲:むつひろし 編曲:秋葉洋
  - 映画『八月の濡れた砂』主題歌